# Lavizzara
Lavizzara è un comune svizzero di 569 abitanti del Canton Ticino, nel distretto di Vallemaggia.

## Geografia fisica
Lavizzara, attraverso il passo del Campolungo, è collegato alla valle Leventina.

## Storia

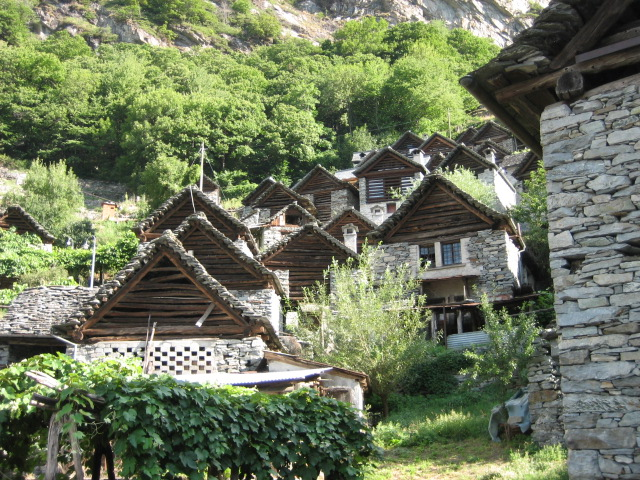
Brontallo

Il comune è stato istituito il 4 aprile 2004 con la fusione dei comuni soppressi di Broglio, Brontallo, Fusio, Menzonio, Peccia e Prato-Sornico (a sua volta istituito nel 1864 con la fusione dei comuni soppressi di Prato e Sornico); capoluogo comunale è Prato-Sornico.
Nel luglio 2024, Lavizzara e la val Bavona sono state colpite da un'alluvione.

## Società

### Evoluzione demografica
L'evoluzione demografica è riportata nella seguente tabella:
Abitanti censiti

## Geografia antropica

### Frazioni
- Broglio
- Brontallo
- Fusio
  - Mogno
- Menzonio
- Peccia
- Prato-Sornico
  - Prato
  - Sornico